# 萊克安哥拉 (紐約州)
萊克安哥拉（英語：Angola on the Lake）是位於美國紐約州伊利縣的普查規定居民點。

## 人口
根據2020年美國人口普查的數據，萊克安哥拉的面積為6.59平方千米，皆為陸地。當地共有人口1481人，而人口密度為每平方千米224.73人。